# Лебедик, Пётр Васильевич
Пётр Васильевич Лебедик (род. 1 апреля 1950, Каховка, Херсонская область) — украинский политический деятель, токарь Каховского завода электросварочного оборудования Херсонской области. Народный депутат Украины 1-го созыва.

## Биография
Родился в семье рабочего. Образование высшее.
Член КПСС с 1967 по 1990 год.
В 1968-1971 годах — ученик токаря, токарь Херсонского комбайнового завода имени Петровского.
С 1971 года — токарь Каховского завода электросварочного оборудования Херсонской области.
18.03.1990 избран народным депутатом Украины, 2-й тур 47,37% голосов, 6 претендентов. Входил в группу «Согласие-Центр». Член Комиссии Верховной рады Украины по правам человека.
Потом на пенсии.

## Награды
- орден Трудового Красного Знамени;
- Орден «Знак Почёта»;
- медали.